# Take Hayate
Hayate Take (sinh ngày 17 tháng 7 năm 1995) là một cầu thủ bóng đá người Nhật Bản.

## Sự nghiệp câu lạc bộ
Hayate Take đã từng chơi cho Fukushima United FC.